# Bugie bianche / Professione figlio
Bugie bianche también conocida como Professione figlio, es una película italiana dirigida en 1979 por Stefano Rolla.
Gracias a una dirección efectiva Stefano Rolla describe las relaciones entre padres e hijos, con una fábula como anécdota. Interesante y sentimental, con matices psicológicos, y con una gran atención y amor centrados en los problemas familiares. Rolla impregna toda la película con un toque de poesía. Las relaciones psicológicas y el desarrollo y comportamiento de los personajes destacan eficientemente.

## Sinopsis
En Venecia Renato, un joven flautista, está buscando una pareja que esté dispuesta a adoptarle. Finalmente la encuentra, pero con el tiempo, empieza a aburrirse y los deja. La última pareja (un anticuario y una violinista) mantiene una exeriencia muy embarazosa cuando Renato pretende ser el hijo natural del anticuario. Por último se reúnen en Venecia todos los "padres" abandonados por Renato para desenmascararle, y este, una vez más se ve obligado a escapar.